# Elisabetta Marchioni
Elisabetta Marchioni (Rovigo, siglo XVII – Ibídem, siglo XVIII) fue una pintora italiana.

## Trayectoria
A falta de una documentación precisa y exhaustiva, se cree que el apellido Marchioni (o Marchionni) era el de su marido, Sante Marchioni, orfebre de profesión, que tenía su taller en Rovigo. El primero en mencionar a Elisabetta Marchioni fue el actor y dramaturgo boloñés Francesco Saverio Bartoli (1745-1806), que tenía una librería en Rovigo. En 1773 este dramaturgo escribió que tenía noticia de una pintora que había muerto alrededor del año 1700 apreciada por su arte en su ciudad natal, y que había pintado un gran número de obras que estaban en manos de sus conciudadanos.
Marchioni creó patrones florales, imitando el gusto de Francesco Mire: jarrones, cestas de mimbre, grandes cuencos con frágiles, pero exuberantes cascadas de hojas y flores yuxtapuestas en delicados colores sobre un fondo rojizo oscuro, apenas iluminado por la luz de un cielo más intuitivo que visible. A veces confundida con la pintora Margarita Caffi, Marchioni, sin embargo, se caracterizaba por el hecho de colocar sus jarrones en diferentes planos de modo que los adornos florales —rosas, narcisos, campanillas y claveles— quedaban dispuestos en completa libertad. Eran flores no copiadas de la naturaleza, con pétalos abiertos, casi inacabados.
Muchas de sus pinturas, cuya autoría se consideró incierta, le han sido recientemente atribuidas por los críticos. Donó un frontal floral, hecho con un toque ligero y brillante, a la Iglesia de los Capuchinos de Rovigo que hoy puede verse en la Pinacoteca de la Accademia dei Concordi de Rovigo. En Vicenza, en la Pinacoteca de Palacio Chiericati hay dos de sus pinturas con composiciones de flores colgantes, que entraron en la colección de este museo cívico a principios del siglo XX. Sus obras se encuentran también en el Palacio en Belluno y en el Museo cívico Amedeo Lia de La Spezia.

## Obra

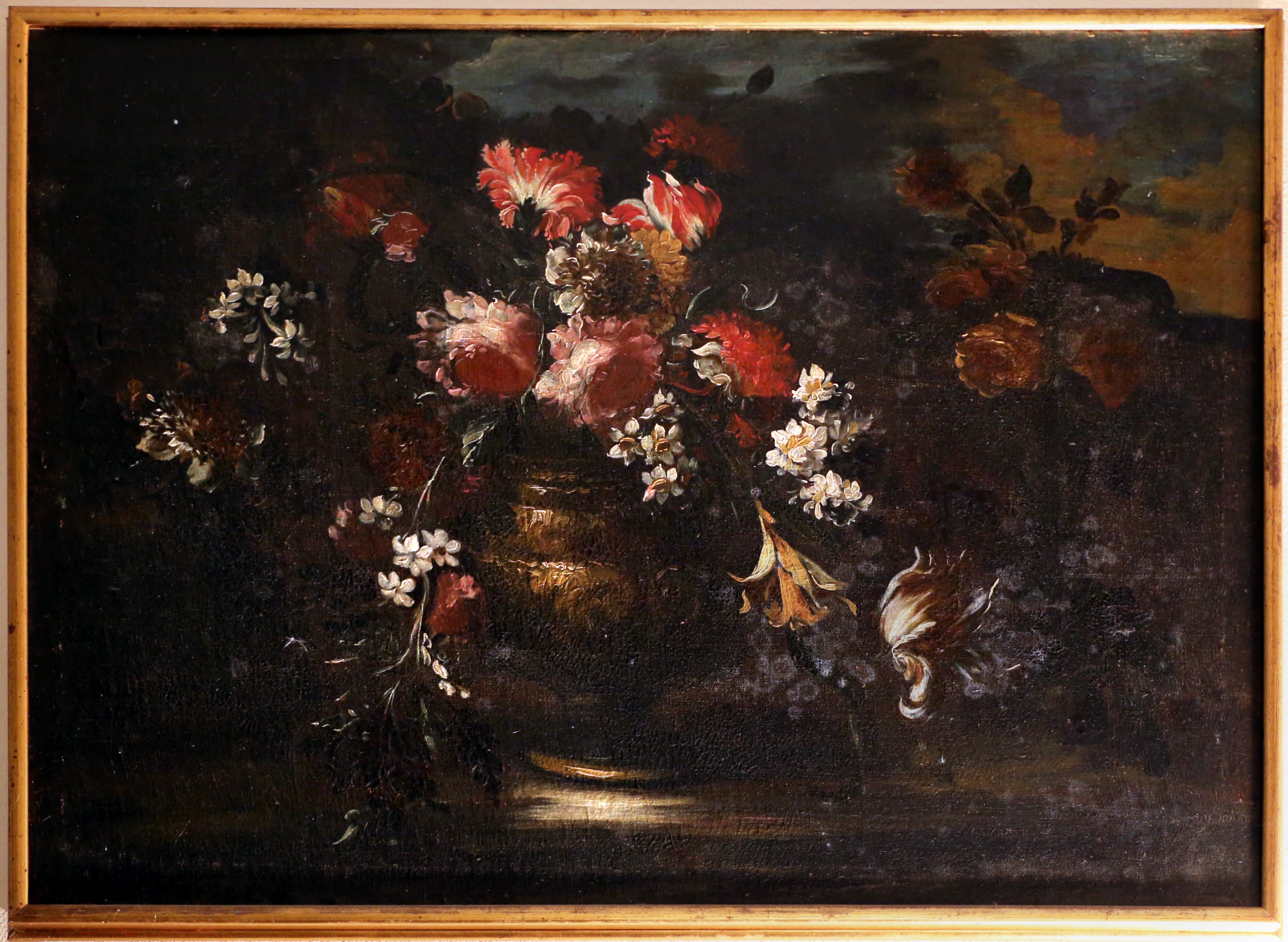
Fiori.
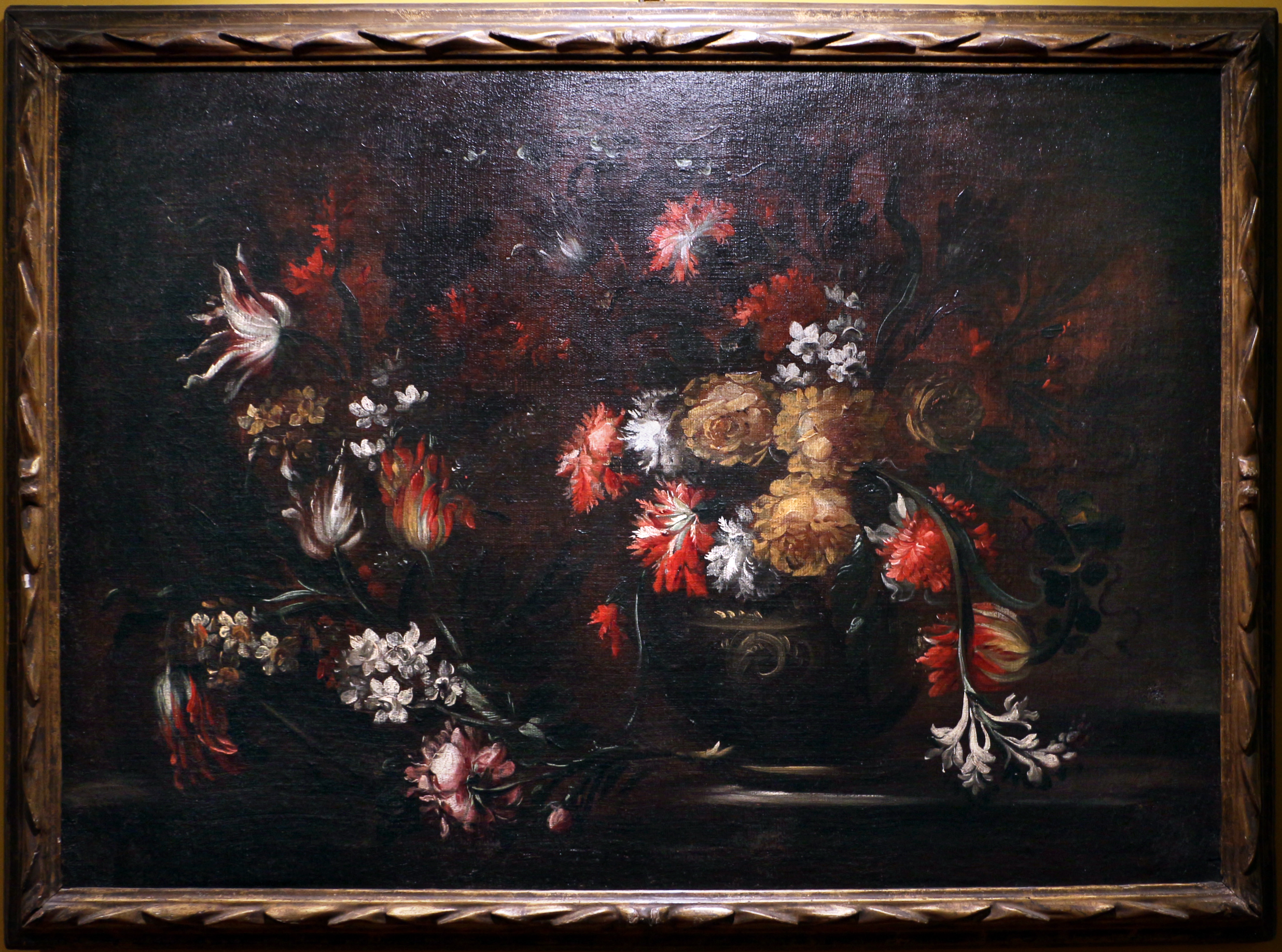
Natura morta.
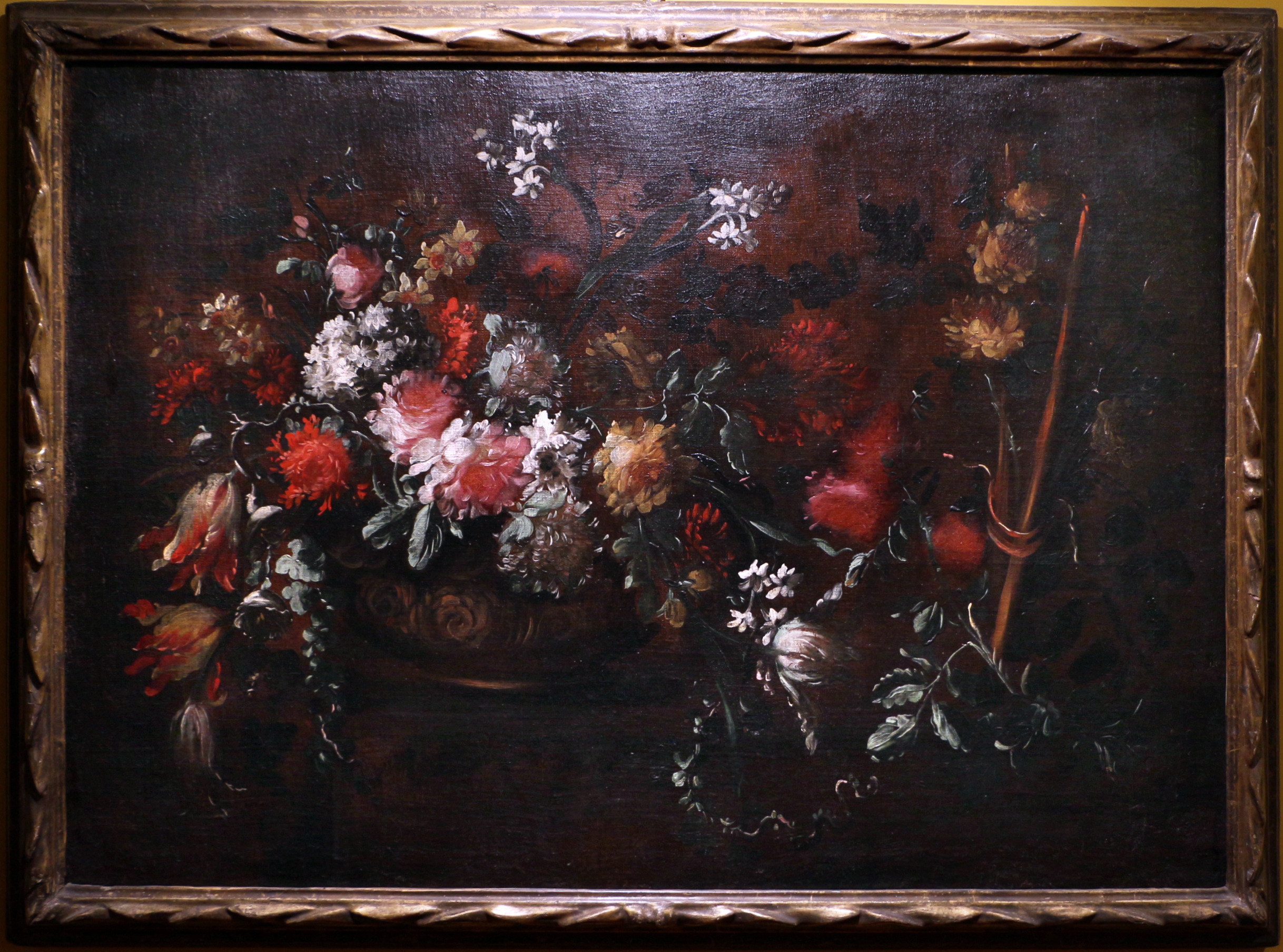
Natura morta.
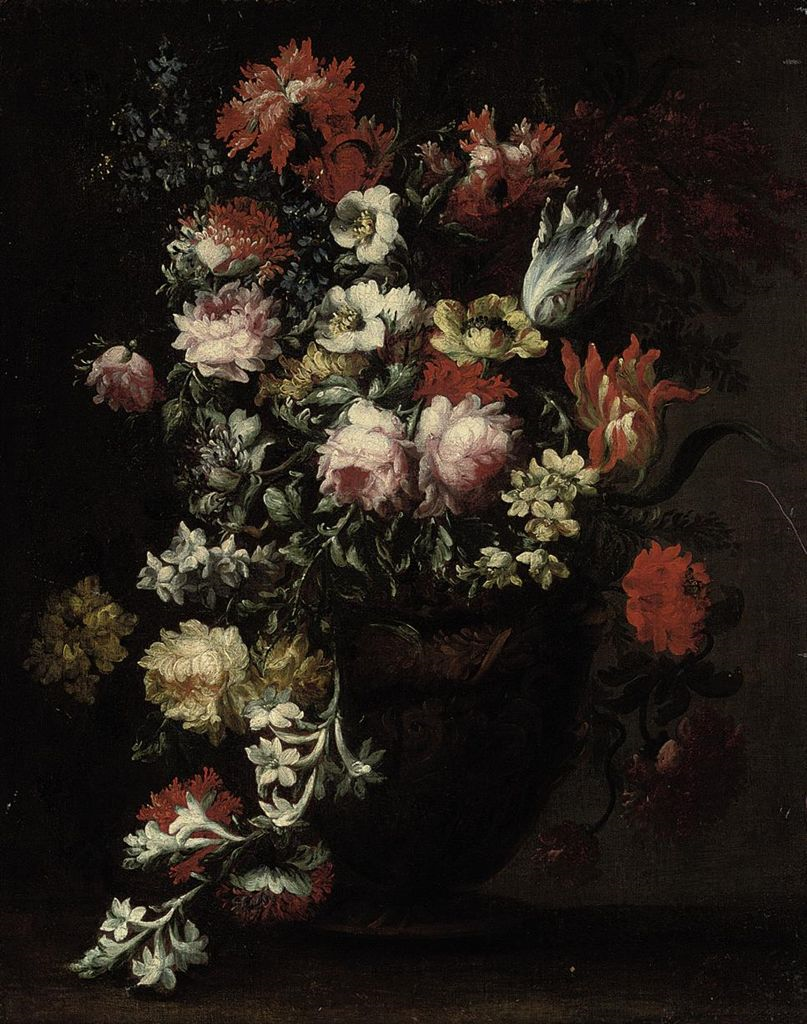
Natura morta.